# Anolis boulengerianus
Anolis boulengerianus – gatunek chronionej w Meksyku endemicznej jaszczurki z rodziny Anolidae.

## Systematyka
Gatunek zaliczany jest do rodzaju Anolis w monotypowej rodzinie Anolidae. W przeszłości, zanim wyodrębniono Anolidae, rodzaj ten zaliczano do rodziny legwanowatych (Iguanidae).

## Rozmieszczenie geograficzne
Zasięg występowania tego gada zawiera się w obrębie stanu Oaxaca w południowym Meksyku, obejmując podnóża gór w południowej części przesmyku Tehuantepec, choć nie można wykluczyć, że w rzeczywistości jest szerszy. Gatunek wymienia się wśród endemitów tego państwa. Gad bytuje na wysokości od około 300 do 500 metrów n.p.m.

## Siedlisko
Naturalnym siedliskiem A. boulengerianus są zadrzewienia z ciernistymi krzewami. Spotyka się go jednakże też w okolicach zdegradowanych przez działalność ludzką.

## Zagrożenia i ochrona
Przedstawicieli gatunku spotyka się rzadko.
Gatunek ten, zagrożony głównie przez utratę swych naturalnych siedlisk, podlega w Meksyku ochronie prawnej.